# 長岡車両センター
長岡車両センター（ながおかしゃりょうセンター）は、新潟県長岡市にかつてあった東日本旅客鉄道（JR東日本）の車両基地である。信越本線長岡 - 宮内間に隣接し、付近に日本貨物鉄道（JR貨物）の南長岡駅（貨物駅）がある。新潟支社の管轄となっている。旧長岡運転区。

## 歴史
- 1898年（明治31年）12月 - 北越鉄道全通に合わせ、長岡機関庫開設。
- 1907年（明治40年）8月1日 - 北越鉄道国有化により、帝国鉄道庁の傘下となる。
- 1936年（昭和11年）9月1日 - 鉄道省内の職制変更により長岡機関区と呼称変更となる。
- 1947年（昭和22年）10月1日 - 上越線全線電化により長岡第一機関区（蒸気機関車・信越本線ほか）と長岡第二機関区（電気機関車・上越線）に分割。
- 1952年（昭和27年）6月8日 - 長岡第二機関区にEF58形電気機関車が配属[2]。
- 1967年（昭和42年）11月15日 - 長岡第一機関区と長岡第二機関区および長岡客貨車区などを統合して長岡運転所を開設。
- 1970年（昭和45年）11月1日 - 長岡運転所長岡支所が長岡機関区（蒸機・内燃機関係）に改正[3]。長岡運転所には電機・電車・客車関係を配置。
- 1985年（昭和60年）3月14日 - 長岡機関区を長岡運転所に統合[4]。
- 1987年（昭和62年）4月1日 - 国鉄分割民営化により東日本旅客鉄道に移管。
- 1997年（平成9年）
  - 2月 - 長岡運転所の乗務員部門を長岡運輸区に分離。
  - 9月4日 - 長岡運転所が長岡運転区に改称[5][6]。
- 2004年（平成16年）4月1日 - 長岡運転区から長岡車両センターに改称[7]。
- 2023年  (令和5年)　3月18日 - 長岡車両センター廃止。

## 配置車両に記される略号
- 旅客車 - 「新ナカ」…新潟支社を意味する「新」と、長岡を意味する「ナカ」から構成される。
- 機関車 - 「長岡」…長岡を意味する「長岡」から構成される。

## 廃止時点の配置車両
廃止時点では機関車10両が配置されており、2023年3月18日に全車両が新潟車両センターへ転属した。

### 機関車
EF64形電気機関車
- 1000番台4両が配置されていた。

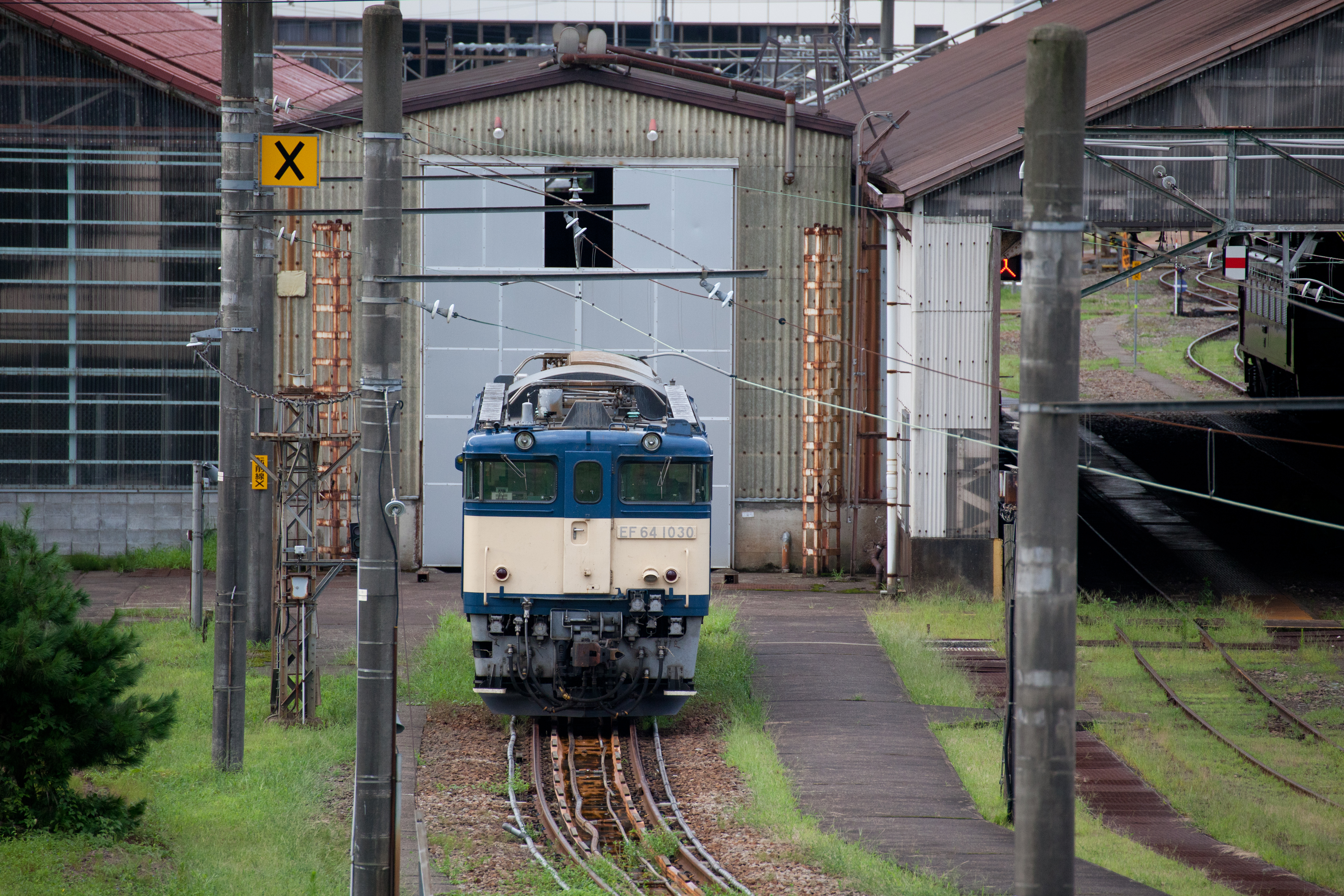
EF64-1030

- 1030, 1031, 1032号機は双頭型両用連結器と電車牽引の際に使用するためのジャンパ管を装備しており、総合車両製作所新津事業所で製造されたJR東日本の電車を各車両基地へ運搬する配給列車の牽引や廃車回送で解体場（長野総合車両センターなど）まで運搬する配給列車の牽引に使用される。
- かつては寝台特急「あけぼの」（上野 - 長岡間）の牽引で使用された。
- かつては0番台2両（37, 38号機）が配置されていた。

EF81形電気機関車
- 4両が配置されていた。

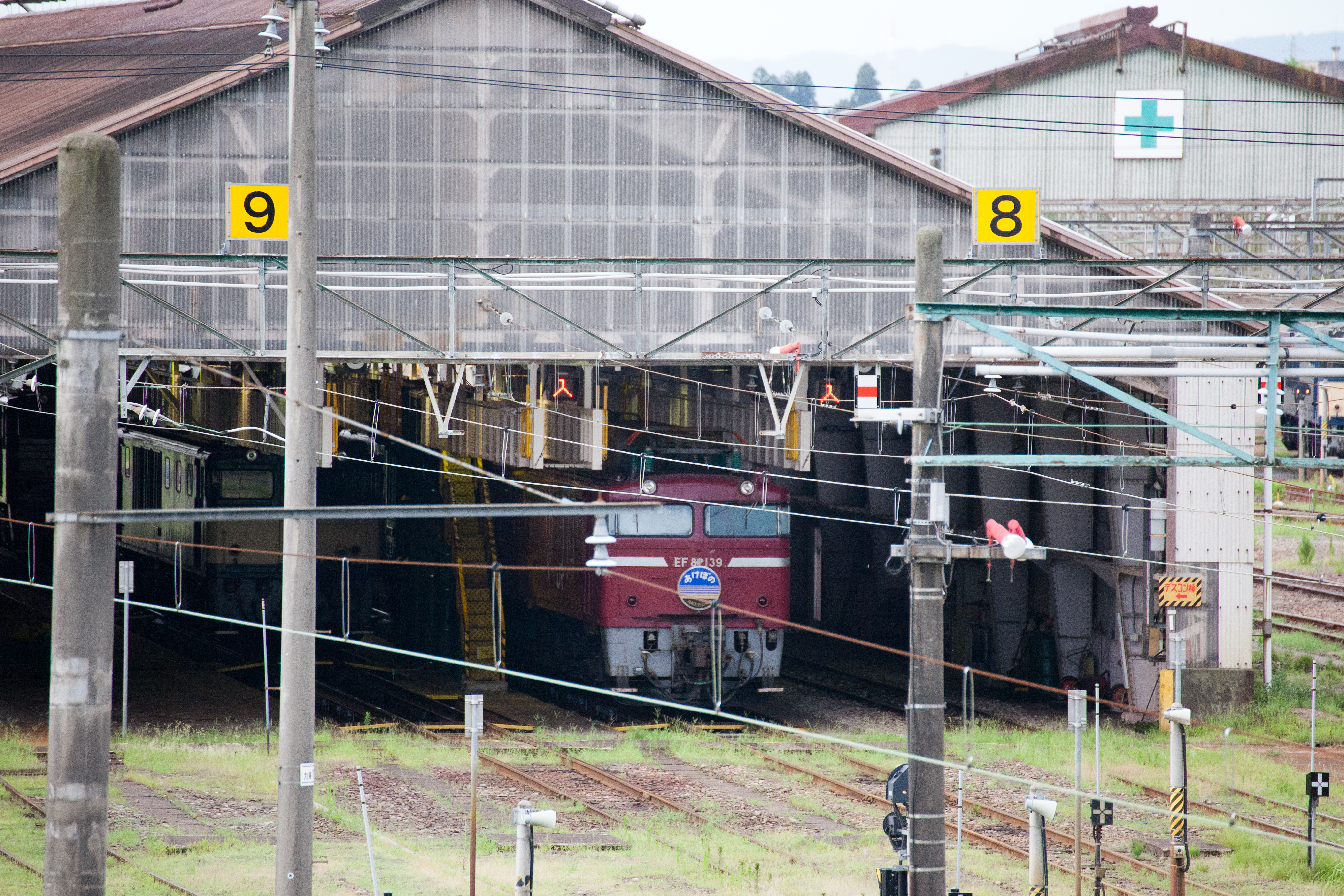
EF81-139

- 3両（134, 140, 141号機）にEF64形1030, 1031, 1032号機と同様に双頭型両用連結器と電車牽引の際に使用するためのジャンパ管が装備されている。
- 97号機は通常の連結器で、双頭連結器改造はなされていない。同機は2018年3月に田端運転所から秋田総合車両センターに全般検査のため入場していたが、ローズピンクの国鉄色に変更の上、田端運転所に戻ることなく2018年7月11日に当センターに配属となった[8]。
- 定期運用は2010年3月13日改正によって「北陸」が廃止されたため消滅した。その後は配給列車の牽引や、快速「SLばんえつ物語」の新津 - 新潟間の送り込み・引き上げの回送でも使用されている。
- JR貨物へ貸し出して日本海縦貫線の貨物列車などを牽引していたが、2007年3月18日のダイヤ改正で富山機関区や仙台総合鉄道部の車両に運用が移管され、廃止された。
- 現在在籍する車両は全車ATS-Pを装備しているため首都圏に乗り入れが可能である。
- 151号機（ATS-P未搭載）は、ATS-P未搭載のため首都圏に乗り入れができず、長岡以北での運用が中心であった。そのため、長岡から秋田総合車両センター間の回送運用や「ばんえつ物語」編成の回送などに投入されることが多かった。新潟駅高架化によって保安装置がATS-Pが必須となったため入線ができなくなり、去就が注目されていたが、2018年6月に運用を離脱して秋田総合車両センターに回送され、2018年6月6日付で廃車となった[9]。
- EF64, 65形などの直流電気機関車が秋田総合車両センターに入出場する際、主に尾久車両センターまたは長岡駅 - 秋田総合車両センター間で牽引業務に就いている。過去にはまれにEF64形及び青森車両センター所属車の代役として寝台特急「あけぼの」の牽引を担当することもあった。

DE10形ディーゼル機関車
- 2両が配置されていた。

### 貨車
ホキ800形
- 4両が配置されていた。
- バラスト輸送用ホッパ車。新潟貨物ターミナル駅構内に委託留置されている。

## 過去の配置車両
DD14形ディーゼル機関車
- ロータリー式除雪車で、2020年4月1日時点で1両（327）が配置されていた[10]。2017年稼働実績なし
- 327号機は、2020年9月7日に秋田総合車両センターに配給輸送され、同年9月9日付で廃車となった[11]。

DD51形ディーゼル機関車
- 磐越西線の客車列車や貨物列車の牽引に使用された。

DE15形ディーゼル機関車
- 2020年4月1日時点で1両（1538）が配置されていた[10]。ラッセル式除雪車であるが貨車などを牽引することもあった。2017年稼働実績なし
- 2019年12月25日、1537号機が秋田総合車両センターに配給輸送され、同年12月27日付で廃車となった。
- 2020年10月2日、1538号機が譲渡のため、秋田港駅に配給輸送され、同年10月4日付で廃車となった[11]。

115系電車
- かつては弥彦線用Y編成(2両編成×3本)以外は当センターに配置していたが、1999年に上沼垂運転区(現在の新潟車両センター)に転籍した。

クモニ143形・クモユニ143形電車
- 国鉄時代に行われていた上越線や信越本線の荷物輸送で、115系と併結して運行された。

チキ5200形貨車
- 2020年4月1日時点で4両が配置されていた[10]。レール輸送用長物車。
- 2020年8月20日から21日にかけて秋田総合車両センターへ廃車の為配給輸送され、同年8月22日付で4両とも廃車となった[11]。